# کومیریچ
کومیریچ (به صربی: Komirić) یک منطقهٔ مسکونی در صربستان است که در اوبرنوواتس واقع شده‌است.